# Anancistrogera dubia
Anancistrogera dubia är en insektsart som beskrevs av Willemse, C. 1953. Anancistrogera dubia ingår i släktet Anancistrogera och familjen Gryllacrididae. Inga underarter finns listade i Catalogue of Life.